# Prawo legacji
Prawo legacji (łac. ius legationis) jest jednym z podstawowych atrybutów suwerenności państwowej i oznacza uprawnienie podmiotu prawa międzynarodowego do wysyłania swoich (legacja czynna) i przyjmowania cudzych (legacja bierna) przedstawicieli dyplomatycznych, jednakże tylko za obustronną zgodą zainteresowanych.
Jest to prawo podmiotu prawa międzynarodowego do utrzymywania lub nieutrzymywania stosunków dyplomatycznych z drugim podmiotem tego prawa. Prawo legacji nie rodzi obowiązku wysyłania swoich przedstawicieli do innych państw oraz przyjmowania obcych przedstawicieli. Ustanowienie stosunków dyplomatycznych następuje bowiem na podstawie wzajemnej zgody.